# Маленькая колдунья
«Маленькая колдунья» («Маленькая Баба-Яга» или «Маленькая Ведьма»; нем. Die kleine Hexe) — приключенческая сказочная повесть немецкого писателя Отфрида Пройслера о шаловливой, но доброй и справедливой ведьмочке, которая нарушает все правила, принятые в обществе ведьм.
Сказка входит в своеобразную трилогию о маленьких представителях сверхъестественных существ; в эту серию входят также повести «Маленькое Привидение» и «Маленький Водяной». Она была неоднократно экранизирована, в том числе в СССР.

## Сюжет
Маленькая колдунья живёт в лесной избушке со своим лучшим другом — вороном Абрахасом. Ей всего 127 лет, и среди старших ведьм она считается ещё девочкой. Когда наступает Вальпургиева ночь, и все ведьмы слетаются на гору Блоксберг для танцев и веселья, Маленькая колдунья тоже летит туда. Однако её выдворяют, потому что она ещё слишком мала и неопытна. Впрочем, через год Маленькой колдунье cмогут разрешить участвовать в празднике, если она выучится колдовать и станет «хорошей ведьмой».
За год главная героиня осваивает всю свою колдовскую книгу и совершает множество поступков, которые они с вороном Абрахасом считают хорошими:
- помогает старушкам собрать хворост;
- наказывает злого лесничего, который запрещает собирать хворост в его лесу, и заставляет его исправиться;
- на ярмарке помогает бедной девочке продать бумажные цветы;
- не даёт возчику пива бить лошадей кнутом;
- помогает заблудившимся детям, Томасу и Врони, найти дорогу в город;
- на Дне Стрелка спасает быка Корбиниана, которого собираются зарезать;
- устраивает так, чтобы продавец каштанов, угостивший её орехами, не замерзал и не обжигал руки в печи;
- спасает себя и ворона от холода посредством колдовства;
- наказывает 7 хулиганов, которые хотели ради потехи разрушить снеговика;
- участвует с детьми в деревенском карнавале и наколдовывает большое угощение;
- организует в лесу карнавал для зверей;
- помогает жене кровельщика, чей муж тратил заработок на игру в кегли;
- спасает семью Кракса, брата Абрахаса, от двух мальчиков, крадущих из гнёзд яйца — Фрица Шнайдера и Зеппа Шустера.

На экзамене Маленькая колдунья показывает отличные знания по колдовству. Но неожиданно для неё ведьмы приходят в ужас от её хороших дел: ведь для них «хорошая ведьма» — как раз та, которая делает всем плохое. Совет ведьм не разрешает Маленькой колдунье веселиться на очередной Вальпургиевой ночи, а поручает ей подготовить дрова для костра. Около полуночи главная героиня с помощью колдовства собирает в кучу мётлы и колдовские книги всех ведьм и сжигает. В результате она остаётся единственной ведьмой на свете, притом доброй.

## Оглавление
| Номер главы | Оригинал                            | Пересказ Юрия Коринца (1973) | Перевод Эльвиры Ивановой (2001) |
| ----------- | ----------------------------------- | ---------------------------- | ------------------------------- |
| 1           | Die kleine Hexe hat Ärger           | Неприятности                 | Маленькая Ведьма злится         |
| 2           | Heia, Walpurgisnacht!               | Вальпургиева ночь!           | Вальпургиева ночь!              |
| 3           | Rachepläne                          | Я отомщу!                    | Планы мести                     |
| 4           | Führen Sie Besen?                   | Покупка метлы                | Вы продаете мётлы?              |
| 5           | Gute Vorsätze                       | Добрые намерения             | Добрые намерения                |
| 6           | Wirbelwind                          | Буря                         | Вихрь                           |
| 7           | Vorwärts, mein Söhnchen!            | Вперёд, сыночек!             | Вперёд, сынок!                  |
| 8           | Papierblumen                        |                              | Бумажные цветы                  |
| 9           | Eine saftige Lehre                  | Хороший урок                 | Хороший урок                    |
| 10          | Freitagsgäste                       | Нежданные гости              | Нежданные гости                 |
| 11          | Das leicht verhexte Schützenfest    | Заколдованный праздник       | Заколдованный праздник          |
| 12          | Der Maronimann                      |                              | Продавец каштанов               |
| 13          | Besser als sieben Röcke             |                              | Лучше семи юбок                 |
| 14          | Schneemann, Schneemann, braver Mann | Бравый снеговик              | Не замёрз ли, господин?         |
| 15          | Wollen wir wetten?                  | Давай поспорим!              | Спорим?                         |
| 16          | Fastnacht im Walde                  | Лесной карнавал              | Масленица в лесу                |
| 17          | Der Kegelbruder                     |                              | Любитель кегельбана             |
| 18          | Fest gehext!                        | Прилипшие мальчики           | Прилипшие мальчишки             |
| 19          | Vor dem Hexenrat                    | Совет ведьм                  | Совет ведьм                     |
| 20          | Wer zuletzt lacht…                  | Кто смеётся последним        | Кто смеётся последним           |

## Персонажи
- Маленькая колдунья (нем. Die kleine Hexe) — главный протагонист повести. Ей всего лишь 127 лет, что для ведьм это детский возраст, из-за чего её поначалу не пустили и прогнали с горы Блоксберг во время Вальпургиевой ночи, но разрешили ей при условии, что она ровно через год сдаст экзамен и станет хорошей ведьмой.
- Абрахас (нем. Abraxas) — говорящий ворон, лучший друг и советчик Маленькой колдуньи. Иногда он критикует её ошибки, которые она совершает во время колдовства.
- Главная ведьма (нем. Die Oberhexe) — главная антагонистка повести, самая главная среди всех ведьм, восседает на троне из печных ухватов. В отличие от Румпумпель, с ней было очень легко договориться, чем и воспользовалась Маленькая колдунья. В конце повести, как и все прочие ведьмы, лишилась волшебной силы.
- Румпумпель (нем. Die Wetterhexe Rumpumpel) — вторичная антагонистка, тётя Маленькой колдуньи, ветряная ведьма, приспешница Главной ведьмы. Обнаружила Маленькую колдунью во время Вальпургиевой ночи и насильно привела её к главной ведьме. В течение всего года шпионила за своей племянницей, записывала все её добрые и хорошие поступки и рассказала о них на совете ведьм. В конце была лишена своей волшебной силы.

## Изменение текста цензурой
4 января 2013 года издательство «Тинеманн», издающее книгу Пройслера с 1957 года, сообщило, что не будет переиздавать её в изначальном варианте. В новых изданиях в тексте будут пропущены неполиткорректные слова «Neger» (негр) и «Zigeuner» (цыган), упомянутые в 15 главе о праздновании Масленицы в деревне.

## Переводы
Существует два перевода сказки на русский язык: Юрия Коринца («Маленькая Баба-Яга») и Эльвиры Ивановой («Маленькая Ведьма»). В СССР повесть изначально вышла в пересказе Юрия Коринца (причём 4 главы из 20 были пропущены) и печаталась в журнале «Мурзилка» (1972—1973 годы). Впоследствии она была экранизирована.
Эскизы иллюстраций к первому советскому изданию создал художник Илья Кабаков.

## Экранизации

### Советский диафильм (1977)
В 1977 году вышел диафильм «Маленькая колдунья» по мотивам одноимённой сказки Отфрида Пройслера. 

### Чехословацко-немецкий мультфильм (1984)
В 1984 году вышел мультипликационный фильм производства Чехословакии и ФРГ, режиссурой которого занимался Зденек Сметана. Фильм снят на чешском языке, но имеет сразу два оригинальных названия — чешское и немецкое. В отличие от оригинальной книги, в нём Маленькая Баба-Яга показана девочкой, а не старушкой. В советском дубляже роли озвучивали: Марина Неёлова (Маленькая Баба-Яга) и Евгений Евстигнеев (ворон Абрахас).

### Советский телеспектакль (1986)
В 1986 году Ленинградское телевидение выпустило телеспектакль «Маленькая Баба-Яга» по мотивам одноимённой сказки в переводе Юрия Коринца. Фильм-спектакль вышел в постановке Анатолия Равиковича. Заглавную роль исполнила Ирина Мазуркевич, а в роли ворона Абрахаса снимался Владимир Мартьянов.

### Советский мультфильм (1991)
Советский мультфильм «Маленькая колдунья» снят в 1991 году.
Фильм сделан режиссёром Геннадием Сокольским в гротескном стиле, и героиня в нём не похожа на ребёнка. Этот же вариант образа используется в одноимённом диафильме (хотя этот диафильм появился задолго до мультфильма) и в большинстве российских изданий книги Пройслера. В качестве музыки в мультфильме была использована полностью электронная музыкальная сюита композитора Филиппа Кольцова, что по тем временам не было обычным — синтезаторы, разумеется, внедрялись и ранее в звуковой ряд отечественных мультфильмов, но никогда ещё такой большой мультфильм (24 минуты) не имел полностью синтезаторную музыку.
Сценарий для мультфильма написал Генрих Сапгир, режиссёр — Геннадий Сокольский, композитор — Филипп Кольцов, художник — Татьяна Сокольская, роли озвучивали: Наталья Державина (Маленькая колдунья), Армен Джигарханян (ворон Абрахас), Борис Новиков (Главная ведьма), Юрий Волынцев (лесничий), Мария Виноградова (старушка в лесу), Всеволод Ларионов (старшина стрелков) и другие.

### Швейцарско-немецкий фильм (2018)
Фильм снят в 2018 году.